# British Forces Broadcasting Service

Logo des BFBS

British Forces Broadcasting Service (BFBS) ist ein Netzwerk von Radio- und Fernsehsendern mit Hauptsitz in Chalfont St Peter, das im Auftrag des Ministry of Defence für die britischen Truppen als Soldatensender betrieben wird.

## BFBS weltweit
Als erste Station des späteren BFBS gilt gemeinhin der experimentelle Sender in Algier (Dezember 1943), obwohl bereits 1940 Radio Gibraltar in die Verantwortung der Gibraltar Defence Force übergegangen war. Sendezeit über jeweils vor Ort bestehende Radiodienste wurde etwa in Kairo (Egyptian State Broadcasting), Reykjavík (Ríkisútvarpið) und Indien (All India Radio) erworben. Programmzulieferer war der vom Army Broadcasting Committee (1942) ins Leben gerufene Overseas Recorded Broadcasting Service (ORBS), der zur Aufzeichnung u. a. die HMV Abbey Road Studios sowie Londoner Theater nutzte.
Aus mobilen Sendeeinheiten in Italien (B 1 bis 7, darunter auch der Sender aus Algier) sowie Belgien und den Niederlanden (BLA 1 bis 4) entstand mit dem Ende des Allied Expeditionary Forces Programme der BBC am 29. Juli 1945 das British Forces Network (BFN) in Deutschland (Zentrale ab Juli 1945 in Hamburg, ab Februar 1954 in Köln) und Österreich (1946–1955; Zentrale in Klagenfurt, wo 1952 auch Udo Jürgens als Moderator und Musiker tätig war).
Für den Nahen Osten (Middle East) und Afrika gab es den Forces Broadcasting Service (FBS) mit Stationen in Ägypten (JCJC Kairo, Kabrit, Fayid; 1944–56), Palästina (JCPA Jerusalem, 1944–48), Libanon (JCLA Beirut, 1944–46), Irak (JPFA Basra), Zypern (seit 1948), Malta (1948–79), Libyen (Benghazi 1946?–67, Tripoli 1947?–66, Tobruk 1964–70), Kenia (1948–64), Aden (1954/62–1967) und Schardscha (bis 1971).
Für Süd- und Südostasien befanden sich Stationen auf Ceylon (ZOJ/Radio SAEC, 1945–49), dann in Singapur (1952–1971/75) und Hongkong (1971–97); an den beiden letztgenannten Standorten entwickelte sich das Gurkha-Programm. Britische Soldaten beteiligten sich in den 1950er-Jahren auch an einer australischen Station in Kure, Japan (9AT, dann WLKS).
Ab 1960 gab es einen Direktor für alle Stationen (John Knott, 1963 Bryan Cave-Browne-Cave, 1971 Ian Woolf), welche seit 1964 einheitlich als BFBS firmieren. Mit der Privatisierung durch Verschmelzung von BFBS und der Services Kinema Corporation im April 1982 wurde neuer Betreiber die Services Sound and Vision Corporation (SSVC; Director of Broadcasting wurde Peter McDonagh).
Der Fernsehdienst begann am 18. September 1975 als BFBS TV in Celle (Name 1985–97: SSVC TV). Sein Nachrichtenmagazin war die Sendung Scene Here. 2001 startete BFBS 2, 2009 BFBS 3 (für Kinder) und 4 (Filme), bis man 2013 dazu überging, zeitversetzt BBC One, BBC Two und ITV zu übernehmen, ergänzt durch BFBS extra, BFBS sport und seit 2014 Forces TV (mit der Nachrichtensendung British Forces News).
Der Radiodienst besteht heute aus drei Hauptprogrammen (BFBS the Forces Station-Rahmenprogramm mit regionalen Fenstern; BFBS Radio 2 mit Nachrichten, Sport, Musik, seit 1990; BFBS Gurkha Radio) sowie fünf reinen Online-Musikkanälen (Beats – Contemporary R&B, Edge – Rock, Rewind – Classic Hits, Unwind – Chill-out, Samishran – Nepali/Hindi); terrestrisch:
| Ort                     | Gebiet | BFBS the Forces Station | BFBS Radio 2 | BFBS Gurkha Radio |
| ----------------------- | ------ | ----------------------- | ------------ | ----------------- |
| Aldershot               | GB-HAM | 102,5 MHz               |              | 1287 kHz          |
| Aldershot               | GB-HAM | DAB                     |              |                   |
| Blandford               | GB-DOR | 89,3 MHz                |              | 1287 kHz          |
| Bovington               | GB-DOR | 1287 kHz                |              |                   |
| Bramcote                | GB-WAR |                         |              | 1134 kHz          |
| Brecon                  | GB-POW |                         |              | 1287 kHz          |
| Bulford                 | GB-WIL | 106,8 MHz               |              |                   |
| Catterick               | GB-NYK | 106,9 MHz               |              | 1134 kHz          |
| Colchester              | GB-ESS | 107,0 MHz               |              |                   |
| Edinburgh (Dreghorn)    | GB-SCT | 98,5 MHz                |              |                   |
| Edinburgh (Glencorse)   | GB-SCT | 1287 kHz                |              |                   |
| Fort George             | GB-SCT | 87,7 MHz                |              |                   |
| Inverness               | GB-SCT | 87,7 MHz                |              |                   |
| Maidstone               | GB-KEN |                         |              | 1287 kHz          |
| Portsmouth              | GB-HAM | DAB                     |              |                   |
| RAF Brize Norton        | GB-OXF | DAB                     |              |                   |
| Sandhurst               | GB-BRC |                         |              | 1134 kHz          |
| Shorncliffe             | GB-KEN |                         |              | 1278 kHz          |
| Stafford                | GB-STS |                         |              | 1278 kHz          |
| York                    | GB-YOR |                         |              | 1251 kHz          |
| Aldergrove              | GB-NIR | 106,5 MHz               |              |                   |
| Holywood (Belfast)      | GB-NIR | 101,0 MHz               |              |                   |
| Lisburn                 | GB-NIR | 100,6 MHz               |              |                   |
| SHAPE (Casteau)         | BE     | 107,7 MHz               |              |                   |
| Brunssum                | NL     | 90,2 MHz                |              |                   |
| Maastricht              | NL     | 87,8 MHz                |              |                   |
| Friedrichsdorf          | DE     | 91,7 MHz                |              |                   |
| Herford                 | DE     | 101,6 MHz               |              |                   |
| Minden                  | DE     | 96,6 MHz                | 89,6 MHz     |                   |
| Sennelager              | DE     | 105,0 MHz               | 91,2 MHz     |                   |
| North Mole              | GI     | 93,5 MHz                | 89,4 MHz     |                   |
| O’Haras Battery         | GI     | 97,8 MHz                | 99,5 MHz     |                   |
| Akrotiri Main           | CY     | 89,9 MHz                | 92,1 MHz     |                   |
| Ayios Nikolaos          | CY     | 91,7 MHz                | 89,7 MHz     |                   |
| Nicosia, UNPA           | CY     | 91,7 MHz                | 89,7 MHz     |                   |
| Richmond (Dekelia)      | CY     | 99,6 MHz                | 95,3 MHz     |                   |
| Butmir Camp             | BA     | 102,0 MHz               | 106,9 MHz    |                   |
| HKIA                    | AF     | 104,0 MHz               | 105,8 MHz    | 107,5 MHz         |
| HQRS                    | AF     | 104,0 MHz               | 105,8 MHz    | 107,5 MHz         |
| Qargha                  | AF     | 104,0 MHz               | 105,8 MHz    | 107,5 MHz         |
| Diego Garcia            | IO     | 90,7 MHz                | 96,3 MHz     |                   |
| Diego Garcia (East)     | IO     | 90,7 MHz                | 96,3 MHz     |                   |
| Kathmandu               | NP     |                         | 105,7 MHz    | 105,7 MHz         |
| Seria                   | BN     | 101,7 MHz               |              | 89,5 MHz          |
| Suffield (A-Line Site)  | CA     | 98,1 MHz                |              |                   |
| Suffield (CHAT-TV Site) | CA     | 104,1 MHz (CKBF-FM)     |              |                   |
| Green Mountain          | SH     | 107,3 MHz               | 105,3 MHz    |                   |
| Travellers Hill         | SH     | 100,9 MHz               | 97,3 MHz     |                   |
| Belize                  | BZ     | 94,3 MHz                | 96,3 MHz     | 98,3 MHz          |
| Byron Heights           | FK     | 102,4 MHz               | 104,2 MHz    | 106,0 MHz         |
| Mount Alice             | FK     | 102,4 MHz               | 104,2 MHz    | 106,0 MHz         |
| Mount Kent              | FK     | 102,4 MHz               | 104,2 MHz    | 106,0 MHz         |
| MPA West                | FK     | 98,5 MHz                | 93,8 MHz     | 96,0 MHz          |
| Mt. Sussex              | FK     | 106,2 MHz               | 88,2 MHz     |                   |
| Mt. William             | FK     | 106,8 MHz               | 88,8 MHz     |                   |
| Port Howard             | FK     | 101,6 MHz               | 100,4 MHz    |                   |
| Sapper Hill             | FK     | 91,1 MHz                | 94,5 MHz     |                   |

Die Programme werden von der Zentrale in Chalfont St. Peter (in Buckinghamshire) aus per Satellit gesendet und ergänzt durch mehrere lokale Studios an Orten, wo die britische Armee stationiert ist. Der BFBS erreicht heute ungefähr 130.000 Armeeangehörige und deren Familien, hauptsächlich in Deutschland. Im Jahre 2005 konnten britische Soldaten den BFBS in weltweit 23 Ländern empfangen. Lokale Radiostudios befinden sich derzeit in Deutschland (Paderborn-Sennelager), Gibraltar, Zypern, Brunei (seit 1979), auf den Falklandinseln (seit 1982), in Nordirland (seit 1994) und Kanada (seit 2000), in Einsatzgebieten (BFBS Ops, aktuell in Afghanistan), mit dem Truppenabzug der NATO im Sommer 2021 wird auch BFBS in Afghanistan eingestellt werden. Außerdem an sieben Orten in Großbritannien (Vorgänger 2001–13: Garrison FM). BFBS Gurkha hat Studios in Brunei, Kathmandu und Shorncliffe (Kent). Sendeanlagen ohne Studio befinden sich in Casteau (Belgien) beim SHAPE, den Niederlanden (Brunssum) und Bosnien sowie den Übersee-Gebieten Ascension, Belize und BIOT. Darüber hinaus wird BFBS Radio etwa von Truppen in Neapel/Italien und Stavanger/Norwegen sowie auf Schiffen der Royal Navy, über den Satelliten Eutelsat 28A und online, empfangen.

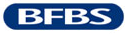
Logo des BFBS 2013–2020

### Programmdirektoren
- 1960 John Knott
- 1963 Bryan Cave-Browne-Cave
- 1971 Ian Woolf
- 1982 Peter McDonagh
- 1999 Charles Foster
- 2010 Nicky Ness

## BFBS in Deutschland

### Geschichte

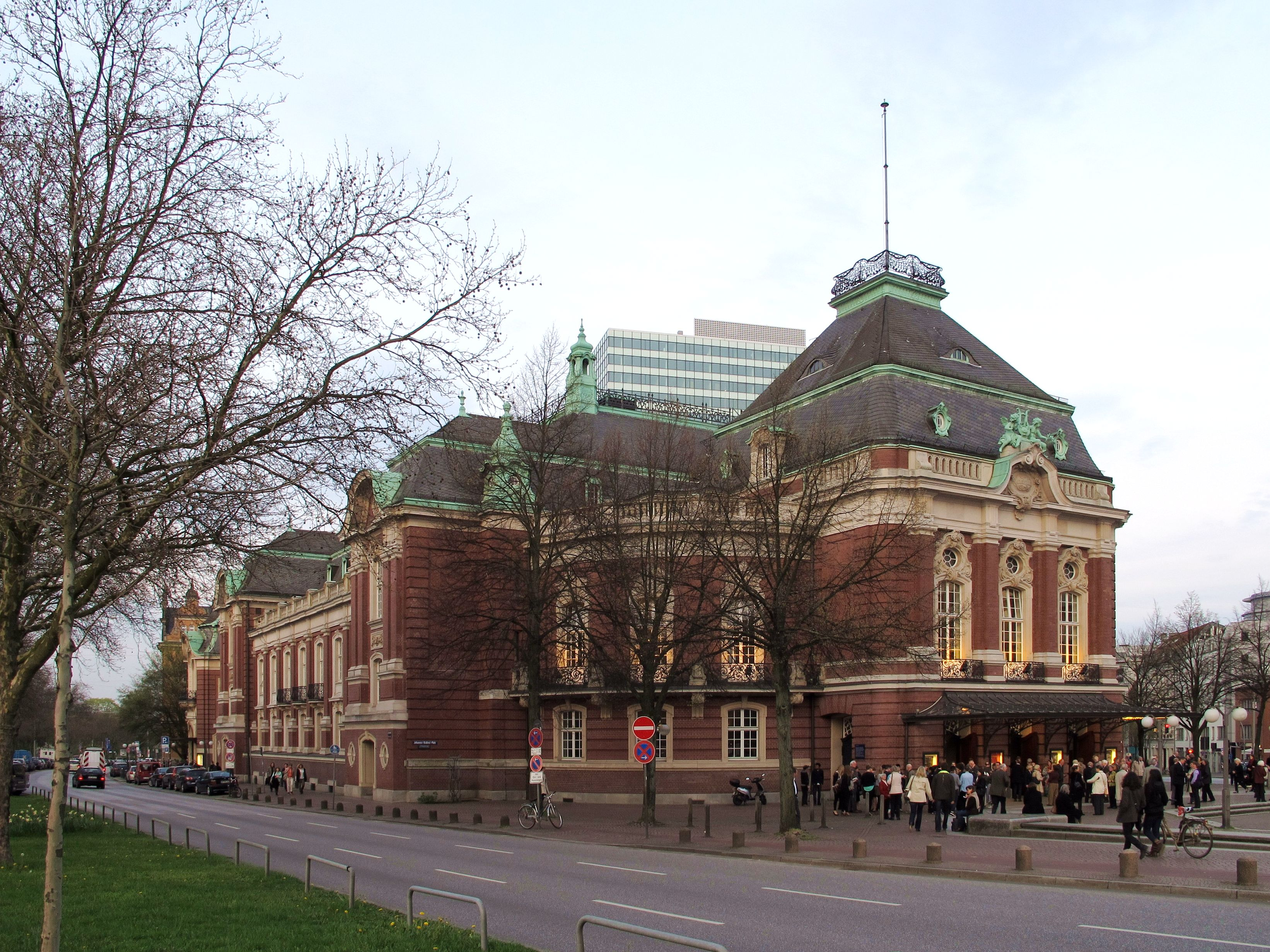
Hamburger Musikhalle (2014)

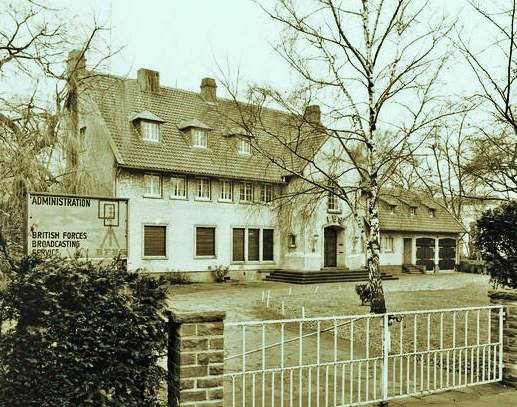
BFBS Germany, Köln, Lindenallee 1 (1972)

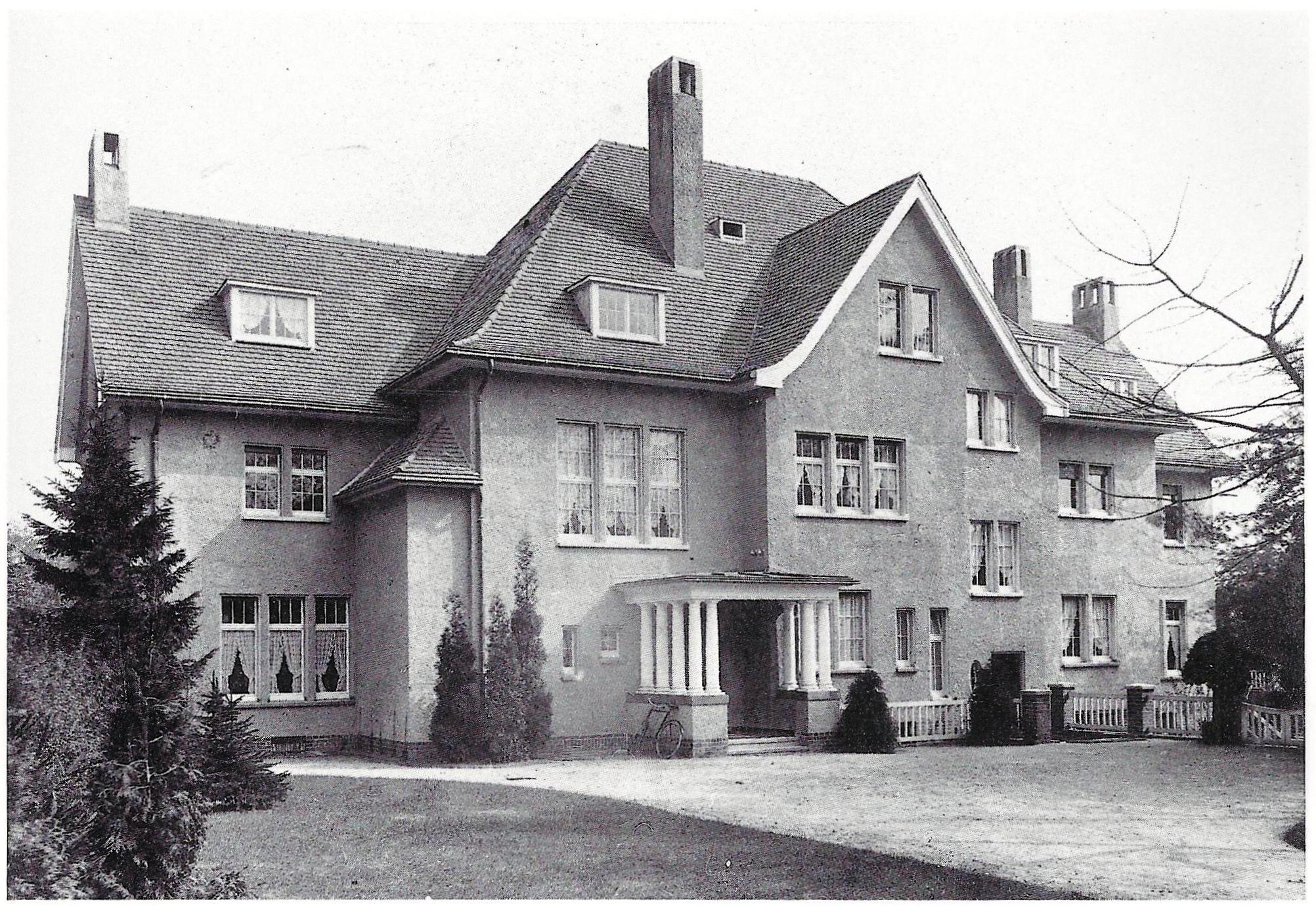
Köln, Parkstraße 61 – Villa Tietz (1909)

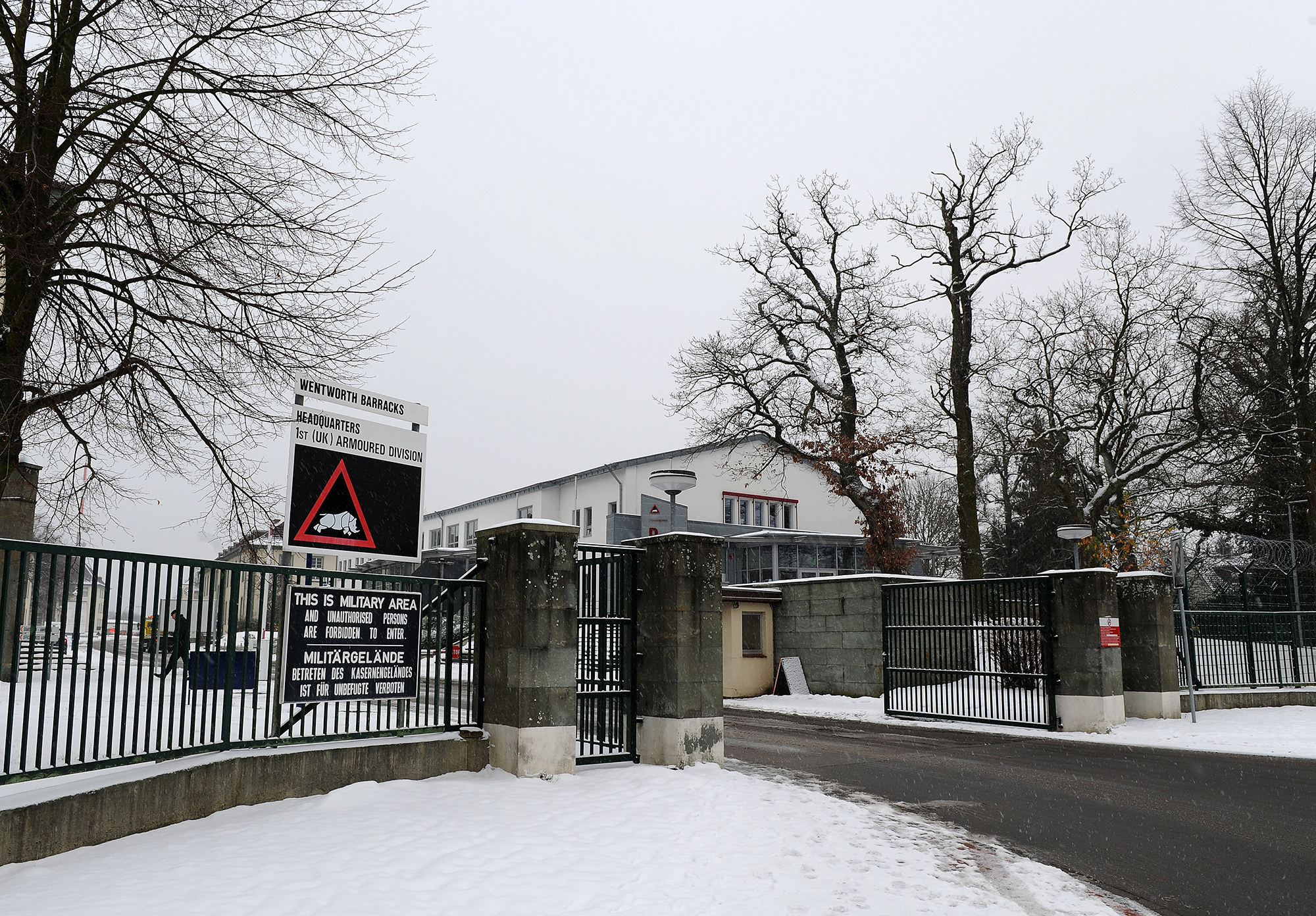
Haupttor der Wentworth-Kaserne in Herford. In einem der Gebäude am linken Bildrand befanden sich die BFBS-Studios von 1990 bis 2009.

QSL-Karte aus dem Jahr 1973

Die Senderechte des heutigen BFBS Radio Germany gehen zurück auf allgemeine Stationierungsvereinbarungen zwischen der Bundesrepublik Deutschland und befreundeten Staaten.
Am 29. Juli 1945 nahm in der Hamburger Musikhalle der Sender unter dem Namen British Forces Network (BFN) unter Besatzungsrecht seinen Betrieb auf. In der Musikhalle trat am 25. August 1945 Lale Andersen mit ihrem Soldatenlied Lili Marleen auf, das unter den noch überwiegend britischen Zuhörern sehr bekannt war. In der Laeiszhalle erinnert eine Gedenktafel an die neun BFN-Jahre in Hamburg.
Die Zusammenarbeit von BFN mit der BBC begann bereits im Oktober 1945 mit BBC’s Family Favourites, einem Verbindungs-Programm zwischen lokalen britischen Radiostationen mit den regionalen BFN-Stationen (im Programm bis 1980). Das BFN dance orchestra als eigenständiger Klangkörper begann im Mai 1946; es gab Kontakte auch zu deutschen Musikern wie Bert Kaempfert oder James Last.
Am 1. Februar 1954 zog BFN von Hamburg nach Köln-Marienburg in die Villenkolonie, wo er zwei ehemalige Villen belegte:
- Lindenallee 1: Hier war die Verwaltung und das technische Lager untergebracht. BFN bekam bei seiner Einrichtung in Köln technische Unterstützung durch den NWDR.
- Parkstraße 61: Die etwa 1909 für den Kaufhausbesitzer Leonhard Tietz errichtete Villa Tietz brannte am 24. Oktober 1944 bis auf die Grundmauern nieder. Im Erdgeschoss des wiederaufgebauten Hauses brachte BFN seine umfangreiche Tonträger-Sammlung (englisch Record Library), in der ersten Etage die Studios A (mit einem Steinway-Piano für Studioaufnahmen) und D (für Live-Sendungen) unter.

Zur Eröffnung am 26. Februar 1954 kam Brigadier Johnstone in Begleitung von Senderchef Dennis Skuse in die Studios auf der Parkstraße 61, wo das Schild „BFN Broadcasting House“ an der Tür hing. Chris Howland legte während der Eröffnungsfeier Schallplatten auf. Die erste Sendung aus den Kölner Studios fand am 26. Februar 1954 statt. BFN stellte für den Sendebetrieb auch deutsche Mitarbeiter wie Toningenieure und die Bibliothekarin für das Plattenarchiv ein. Seit dem 1. Januar 1956 wurden von hier BFN-Sendungen ausschließlich über UKW ausgestrahlt. Hier belegte der Soldatensender mehrere teils extrem weit reichende UKW-Frequenzen, die große Teile Niedersachsens und Nordrhein-Westfalens abdeckten. Die technische UKW-Reichweite belief sich daher in Deutschland auf mehr als 15 Millionen Menschen, von denen 56.000 Rheinarmee-Angehörige in der gesamten früheren britischen Zone und sogar nur 26.000 in Nordrhein-Westfalen stationiert waren. Gleichwohl darf sich das Programm aufgrund des NATO-Truppenstatuts nicht an die überwiegende deutsche Bevölkerung wenden.
BFN nannte sich ab dem 4. Januar 1964 BFBS Germany.
Nach dem Ende des Kalten Krieges gab es Kontroversen darüber, ob der britische Militärsender in Deutschland fortgeführt werden sollte. Das britische Verteidigungsministerium entschied sich aufgrund der Stationierung britischer Soldaten im Rahmen der NATO für eine Fortführung der Ausstrahlung und der Zulieferung redaktioneller Inhalte. Das BFBS-Studio in Berlin wurde jedoch am 12. Dezember 1994 mit dem Abzug der Alliierten aus der Stadt geschlossen, die Berliner Frequenzen von BFBS-Radio und SSVC-TV wurden freigegeben.
Im Oktober 1990 wurde der Hauptsitz des BFBS Germany von Köln-Marienburg nach Herford auf ein Kasernengelände verlegt. Hier und in fünf Außenstudios in Gütersloh, Hohne, Mönchengladbach, Osnabrück und Paderborn wurden fortan die Sendungen produziert. Im November 1991 verlegte man den TV-Übernahmepunkt von Rheindahlen zur SSVC-Hauptstelle nach Chalfont St. Peter. Am 31. Juli 2009 wurde der Hauptsitz von Herford nach Bergen-Hohne, an den Rand des dortigen Truppenübungsplatzes, verlegt. Nach Schließung des Studios in Bergen-Hohne im Sommer 2015 wurde das Programm aus dem Lokalstudio in der Princess-Royal-Kaserne in Gütersloh gesendet. Seit Anfang 2016 befindet sich der Hauptsitz in einem ehemaligen Autohaus in einem Industriegebiet in Paderborn-Sennelager.

#### Programmformat
Das Programm ist für die Zielgruppe der britischen Soldaten konzipiert, wobei Popmusik seit jeher einen Anteil von mindestens 80 % erreicht. BFBS Radio ist damit ein musikorientiertes Hörfunkprogramm. Die Titelauswahl orientiert sich vorwiegend am aktuellen britischen und amerikanischen Musikmarkt. Die Moderation war stets in einem lockeren Stil gehalten   „Wer bei BFN eine Sendung macht, macht sie ganz, er wählt die Platten, derer es mehr als 70.000 im Hause gibt, schreibt seine eigenen Texte und verkauft auch alles vor dem eigenen Mikrophon. Daher wohl der seltene, aber erfreulich selbstverständliche Kontakt mit den Hörern.“ Das Discjockey-Format, erst ab etwa 1970 im öffentlichen deutschen Rundfunk übernommen, wurde durch den Umstand begünstigt, dass die Moderatoren des BFBS keine Soldaten waren wie etwa bei AFN. Die ersten Radio-DJs bei BFN/BFBS waren Chris Howland (bis 1957), Keith Fordyce (1950), Keith Skues (1958–1960), David Hamilton (1958) und David Jacobs.
Eine der bekanntesten Musiksendungen und zugleich Ankersendungen in den 1960er Jahren waren „Saturday Club“ (in der BBC seit dem 4. Oktober 1958) und die in London produzierte „Top Twenty Show“ (seit 1958); ab 1963 wurde als Erkennungsmelodie für diese Hitparade der Instrumentaltitel Sandstorm der Gruppe „Johnny & the Hurricanes“ gespielt. Während der „Saturday Club“ mit Brian Matthew einen permanenten Präsentator besaß, gab es in der „Top Twenty Show“ häufig wechselnde Moderatoren wie Don Moss, Colin Hamilton, Barry Alldis, Tony Hall, John Benson (um 1969) oder Tommy Vance. Diese DJs kamen von oder gingen zu Radio Luxemburg sowie den englischen Piratensendern.
Wunschprogrammformate waren sehr häufig vertreten, ermöglichten sie es doch den Soldaten, anstatt Briefen ihre Nachrichten mit einem Musikwunsch zu verbinden (Family Favourites stellte sonntags live-Verbindungen zu lokalen britischen Sendern her). Nur ein sehr geringer Programmanteil wurde für Wortbeiträge verwendet. Die Nachrichten übernahm BFBS von der BBC, von der ebenfalls das Radioplay The Archers stammte. Beliebt unter britischen Zuhörern war auch eine Daily Soap über die fiktive Nordlondoner Straße Waggoners' Walk (1969–1980). Auch die Sportübertragungen (insbesondere Fußball) werden weiterhin von der BBC übernommen.
BFBS Radio Germany ist heute – angelehnt an BBC Radio 1 – ein musikorientiertes Hörfunkprogramm. In den Abendstunden werden Spartensendungen gesendet. Stündlich werden die selbst produzierten Nachrichten aus Chalfont Grove (Sitz des HQ SSVC) übernommen, zu einzelnen Stunden eine verlängerte Ausgabe (Forces News). BFBS Radio Germany sendet auf den UKW-Frequenzen in Deutschland derzeit in der Regel montags bis freitags von 6:30 bis 10 Uhr ein lokal produziertes Programm aus Sennelager. In der übrigen Zeit wird das Rahmenprogramm übernommen, das in der Regel live aus Großbritannien gesendet wird.
General Manager ist seit August 2019 Rosie Da Costa, der fünf Mitarbeiter unterstehen.
Programmplan (Germany/SHAPE/Brunssum, Stand 2021):
| Montag–Freitag                                    | Samstag                  | Sonntag                |
| ------------------------------------------------- | ------------------------ | ---------------------- |
| 04:00 Ops Breakfast                               | 04:00 OPS Breakfast      | 04:00 OPS Breakfast    |
| 06:30 Germany Breakfast Show 10:00 Morning Rewind | 07:00 Saturday Breakfast | 07:00 Sunday Breakfast |
| 11:00 Totally Connected                           | 11:00 Saturday Morning   | 11:00 Access All Areas |
| 14:00 BFBS Afternoon                              | 15:00 Saturday Sport     | 14:00 Forces Life      |
| 17:00 The Big Show                                | 15:00 Saturday Sport     | 16:00 BFBS Play        |
| 20:00 Evening Show                                | 19:00 Club Culture       | 20:00 Nicky Smith      |
| 23:00 Nicky Smith 02:00 BFBS Non-Stop             | 23:00 BFBS Non-Stop      | 23:00 BFBS Non-Stop    |

#### Deutsche Zuhörer
BFBS hat – mit anderen Soldaten- und Piratensendern – an der Rundfunkverbreitung moderner Musikrichtungen im Nachkriegsdeutschland maßgeblich mitgewirkt. In der Bundesrepublik Deutschland wurde während der 1950er und 1960er Jahre in den Programmen der öffentlich-rechtlichen Rundfunksender (private Sender gab es noch nicht) insbesondere an den Wochenenden und Feiertagen keine englischsprachige Popmusik gesendet; überhaupt wurden deutsche Schlager und französische Chansons bevorzugt – meist gespielt in Coverversionen von deutschen Tanzorchestern. Auch viele aktuelle englischsprachige Hits wurden von deutschen Orchestern als Instrumentalmusik im Rundfunk präsentiert. Ab etwa 1960 und verstärkt seit Aufkommen der Beatmusik ab 1963 nahm das Interesse an englischsprachiger Musik in Deutschland enorm zu. Da der öffentliche Rundfunk die neuere Entwicklung ignorierte, blieben für das Interesse an moderner Popmusik im Radio nur Radio Luxemburg – auf UKW nur in der Eifel, im Saarland und bis etwa Köln – in Mittel- oder Kurzwellenqualität, AFN, Piratensender und BFBS. Die deutschen Sender erlebten einen Massenschwund deutscher Beatmusik-Fans zu den pop-freundlicheren Stationen. Die Programmzeitschrift Hörzu stellte 1966 fest, dass „Schüler, Lehrlinge, Arbeiter und Schwestern ausländische Sender bevorzugen, meistens Radio Luxemburg, BFBS, AFN sowie an Rhein und Ruhr auch Hilversum 3.“ Da BFBS kaum Quotenzwang unterworfen war und die Moderatoren zumeist eigenständig Musik auswählten, wurden die gerade in Großbritannien und den USA veröffentlichten Neuerscheinungen gespielt, so dass Hits bereits mehrere Monate früher zu hören waren, bevor sie – wenn überhaupt – ins deutsche Radioprogramm übernommen wurden oder offiziell erschienen. Täglich schalteten rund 150.000 britische Militärangehörige, zum größten Teil zwischen 18 und 34 Jahre alt, zwischen Rhein und Elbe den BFBS an. BFBS besitzt damit als konkurrenzloser englischsprachiger Sender bei den britischen Zuhörern einen Marktanteil von 90 Prozent. Zivile Hörer sind beim BFBS nur als „Zaungäste“ zugelassen, offiziell darf der Sender sie nicht in seine Programme einbinden. Das NATO-Truppenstatut, die rechtliche Grundlage für den Betrieb, verbietet dies. Die British Broadcasting Corporation schätzte darüber hinaus bis zu 5 Millionen weitere Hörer. Der Sender schätzte die Zahl der Hörer auf bis zu zwei Millionen täglich. Monatlich erhielt BFBS Germany Mitte der 1960er Jahre etwa 3.000 Hörerbriefe, darunter waren auch 600 deutsche Zuhörerbriefe. Etwa 12 % der Hörer schalteten beispielsweise 1977 als Alternative zu den deutschen Programmen in der Nacht Soldatensender wie BFBS oder AFN ein. Im Jahre 1977 gab es bei BFBS Germany unter der Bezeichnung „Format 77“ eine Programmreform mit vorproduzierten Sendungen aus der Zentrale in London, seit 1. April 1982 ist BFBS ein Teil der gemeinnützigen „Services Sound and Vision Corporation“ (SSVC).
Einige BFBS-Moderatoren wurden auch unter den deutschen „Zaungästen“ des Senders populär und nutzten ihre Bekanntheit für eine zweite Karriere, teilweise mit eigenen Sendungen bei deutschen Radiosendern. Zu den bekanntesten gehören Dave Lee Travis (Mitmoderator beim Beat-Club), der Rockpalast-Moderator und Pop-Buchautor Alan Bangs, Steve Mason, David Rodigan sowie bis zu ihrem Tode John Peel und Tommy Vance. Einen legendären Ruf machte sich Chris Howland bei der deutschen Bevölkerung, der ab 1948 zunächst in Hamburg und ab 1954 bei BFN Köln als Musik-Moderator tätig war. Die meisten Moderatoren hatten zuvor Erfahrungen bei der BBC, Radio Luxemburg oder Piratensendern gesammelt.
Insgesamt war BFBS „Trendsetter in Sachen Swing, Rhythm and Blues, Pop und Dancefloor. Die Einführung der ARD-Popwellen Mitte der siebziger Jahre war von BFBS vorgemacht worden“. Schwindende Zuhörerzahlen, insbesondere bei Jugendlichen, versuchten die öffentlich-rechtlichen Rundfunksender durch Anpassung ihrer Programmformate und durch Moderatoren wie Chris Howland oder Mal Sondock (ursprünglich Moderator bei AFN München) zu kompensieren.

#### BFN-Pausenzeichen
1947:
1950: Fetrás, Mondnacht auf der Alster
1954: Hornsignal „Fall-in“

### Moderatoren
- Moderatoren Ende 2016:[38] Andy Astbury, Aimee Dewitt, Dusty Miller, Dave Roberts
- Ehemalige Moderatoren: Barry Alldis, Richard Astbury, Alan Bangs, John Benson, Keith Fordyce, Tony Hall, Colin Hamilton, David Hamilton, Bob Harris, Chris Howland, David Jacobs, Steve Mason,  Brian Matthew, Peter McDonagh, Don Moss, John Peel, David Rodigan, Keith Skues, Dave Lee Travis, Tommy Vance

### Aktuelle und ehemalige UKW-Frequenzen

#### BFBS Germany

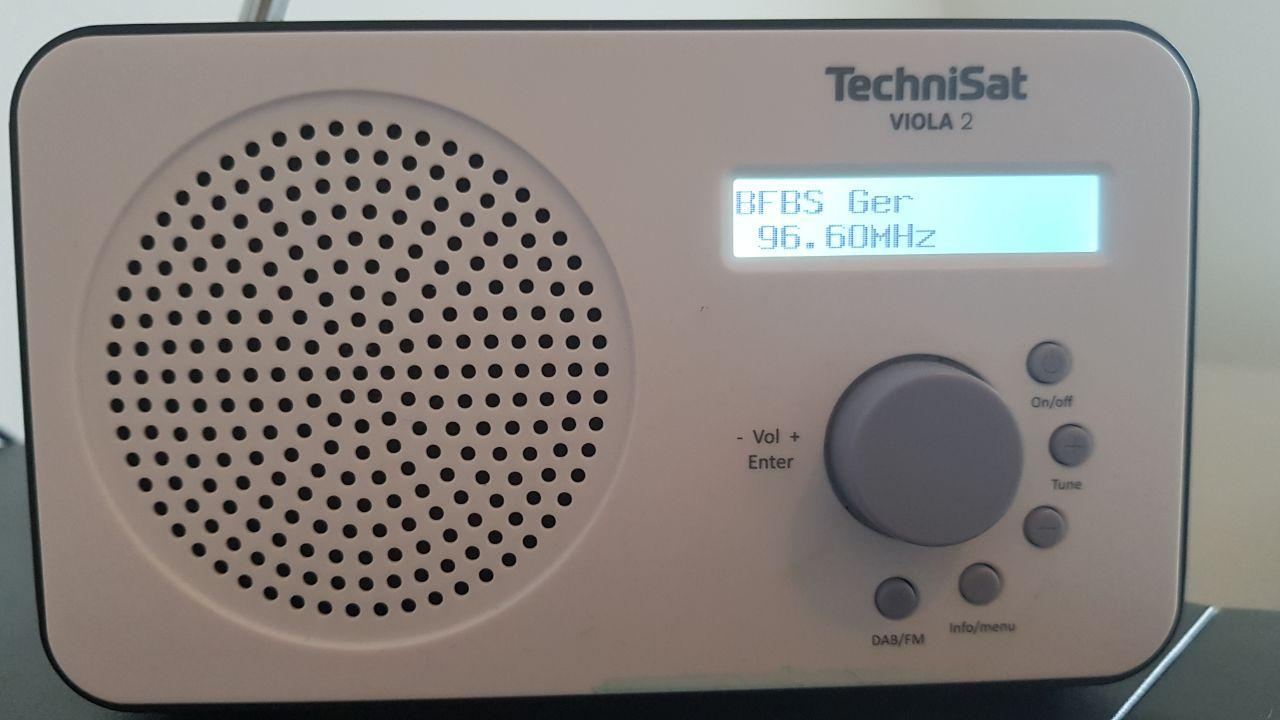
BFBS Germany auf 96,6 MHz in Neesen Porta Westfalica

BFBS Germany (bis Anfang 2020 BFBS the Forces Station), das über leistungsstarke UKW-Frequenzen verfügt, richtet sich an ein jüngeres Publikum und sendet vorwiegend aktuelle Pop- und Rockmusik, sowie Informationen für die Angehörigen des britischen Militärs. Das Programm besteht aus regional produzierten Sendungen als auch aus vom BFBS-Network übernommenen Sendungen.
Vom 12. Januar 2008 bis 31. März 2008 war das frühere BFBS Radio 1 versuchsweise flächendeckend in ganz Großbritannien digital (DAB) zu empfangen. Eine generelle Ausstrahlung über DAB fand von April 2009 bis März 2017 für Großbritannien statt. Mit dem Start der Ausstrahlung über DAB wurde auch eine designte Webseite gestartet und der Programmablauf verändert. Zusätzlich wird BFBS Radio 1 über Sky (Kanal 0211) und Freesat (Kanal 786) ausgestrahlt. Zur besseren Unterscheidung von BBC Radio 1 wird seitdem auf den Zusatz „1“ verzichtet. Das erste Programm heißt jetzt nur noch BFBS Radio und wird auch im laufenden Programmbetrieb und auf den eigenen Webpräsenzen so bezeichnet. Der Name des zweiten Programms blieb unverändert.
BFBS Radio 1 standen in Deutschland mehrere reichweitenstarke Frequenzen zur Verfügung, die über mehrere Jahrzehnte lang Niedersachsen, Nordrhein-Westfalen, Sachsen-Anhalt, Berlin, Hamburg und Bremen zu großen Teilen versorgen konnten. Durch den Truppenabzug und Sparmaßnahmen hat sich das Sendegebiet in Deutschland inzwischen verkleinert. Die Aufgabe mehrerer Grundnetzsender hat den Einsatz mehrerer Kleinsender notwendig gemacht, um Truppenstützpunkte und Versorgungswege weiterhin versorgen zu können.
Die nachfolgende Tabelle wurde auf der Grundlage verschiedener Quellen aktualisiert, die in den Abschnitten „Literatur“ und „Einzelnachweise und Anmerkungen“ aufgeführt sind. Die im März 2023 vorhandenen Sender sind fett gedruckt. Die letzte Aktualisierung erfolgte am 21. März 2023.
| Frequenz (MHz) | Sender                                 | ERP (kW) | Antennendiagramm rund (ND)/gerichtet (D) | Polarisation horizontal (H)/vertikal (V) | Betrieb                              | Betrieb                     | Bemerkungen |
| Frequenz (MHz) | Sender                                 | ERP (kW) | Antennendiagramm rund (ND)/gerichtet (D) | Polarisation horizontal (H)/vertikal (V) | seit                                 | bis                         | Bemerkungen |
| -------------- | -------------------------------------- | -------- | ---------------------------------------- | ---------------------------------------- | ------------------------------------ | --------------------------- | --- |
| 100,1          | Bad Fallingbostel                      | 0,05     | ND                                       | V                                        | 1. September 2011                    | November 2015               | |
| 98,75          | Sender Olympiastadion (Berlin)         | 1        | ND                                       | H                                        | 1951                                 | 12.12.1994                  | 1951–54 auf MW; ca. 1954–57 auf 87,6 MHz (10 kW), ab ca. 1956 auf 99,0 MHz, ab ca. 1959 auf 94,3 MHz (3/6 kW), ab ca. 1963 auf 98,75 MHz (1 kW), ab 1987 auf 98,8 MHz (1,5 kW)                                                          |
| 106,7          | Bergen-Hohne                           | 0,16     | ND                                       | V                                        | 1. September 2011                    | 18. Februar 2016            | |
| 103,0          | Bielefeld (Hünenburg)                  | 70       | D                                        | H                                        | 2. Januar 1986                       | 26. April 2020              | |
| 99,8           | Bonn (Venusberg)                       | 2        | D                                        | H                                        | 1956?                                | 1. August 2010              | ca. 1952–55 MW 1367 kHz; ca. 1956–57 auf 96,5 MHz, ca. 1958–62 auf 91,4 MHz; 1986/87 auf 96,9 MHz, von 1987 bis 2010 auf 97,8 MHz mit 0,5 kW                                                                                            |
| 93,0           | Braunschweig (Drachenberg)             | 80       | ND                                       | H                                        | 1954?                                | 31. Dezember 2015           | ca. 1954–62 auf 99,3 MHz; seit Anfang der 1990er Jahre mit 6 kW, zuletzt mit 40 kW |
| 101,6          | Groß Gusborn Torii-Tower               | 0,1      | ND                                       | H                                        |                                      | ca. 1993                    | |
| 106,0          | Dortmund (Florianturm)                 | 3,2      | D                                        |                                          | 2. August 2010                       | 31. Dezember 2015           | |
| 92,5           | Dülmen                                 | 8        | D                                        | H                                        | 2. August 2010                       | 31. August 2016             | |
| 91,7           | Friedrichsdorf                         | 0,45     | D                                        | H                                        | Febr./März/April 2020                |                             | Friedrichsdorf ist ein Stadtteil von Gütersloh, der Sender steht allerdings im angrenzenden Bielefelder Ortsteil Windflöte. |
| 98,4           | Hamburg                                |          |                                          |                                          | 1956?                                | 1958?                       | zuvor auf MW |
| 99,3           | Hameln-Holtensen                       | 0,1      | D                                        | H                                        | 1970er/1980er Jahre                  | 2014/2015                   | |
| 99,0           | Hannover                               |          |                                          |                                          | 1956?                                | 1957?                       | zuvor auf MW |
| 95,4           | Herford (Eggeberg)                     | 6        | ND                                       | H                                        | 1954?                                | 1987                        | zuvor auf MW; ca. 1954–56 auf 96,6 MHz (1 kW), ca. 1957–60 auf 93,0 MHz, ca. 1961–62 auf 92,9 MHz; zuletzt nur noch mit 0,25 kW |
| 101,6          | Herford (Eggeberg)                     | 1,4      | D                                        | H                                        | 18. März 2020                        |                             | nachdem 1987 der BFBS-Sender Herford abgeschaltet worden war, wurde dort im März 2020 wieder der Sender BFBS Radio 1 auf der Frequenz 101,6 MHz in Betrieb genommen, auf der bis Februar 2020 BFBS Radio 2 aus Bielefeld gesendet wurde |
| 97,3           | Jever                                  | 0,3      | ND                                       | H                                        | 1987                                 | um 2000                     | zuletzt nur noch mit 0,05 kW |
| 88,4           | Kiel-Holtenau                          | 0,04     | D                                        | H                                        |                                      | Oktober 2016                | abgeschaltet wegen Aufgabe des Standortes |
| 96,5           | Langenberg                             | 50       | ND                                       | H                                        | 1956?                                | 1. August 2010              | zuvor auf MW; ca. 1956–62 auf 89,1 MHz; zeitweise mit 35, 50 oder 60 kW, Übernahme durch Deutschlandfunk Kultur |
| 96,6           | Minden (Jakobsberg)                    | 0,03     | D                                        | H                                        | 19. März 2020                        |                             | Auf der BFBS-Internetseite wird der Sender Porta Westfalica genannt |
| 104,0          | Niederkrüchten-Elmpt, Javelin Barracks | 2,4      | D                                        | H                                        | 2. August 2010                       | November 2015               | Übernahme vom Deutschlandradio |
| 96,5           | Nordhelle                              | 15       |                                          |                                          | 1956?                                | 1970?                       | ca. 1956–58 auf 87,15 MHz, ca. 1959–62 auf 89,15 MHz |
| 106,5          | Nordhorn                               | 0,1      | ND                                       | H                                        | ca. 1989                             | ca. 2010                    | |
| 102,6          | Osnabrück                              | 0,1      | ND                                       | H                                        |                                      | in den 1970er/1980er Jahren | |
| 105,0          | Paderborn-Sennelager                   | 0,3      | ND                                       | H                                        | 20. April 2020                       |                             | auf der Frequenz wurde bis 19. April 2020 BFBS Radio 2 vom Standort Lippstadt gesendet |
| 105,1          | Rheinberg, AEZ Asdonkshof              | 0,5      | D                                        | H                                        | 2. August 2010                       | 31. August 2016             | |
| 91,3           | Rheindahlen                            | 0,085    | D                                        |                                          | 2010                                 | 30. Oktober 2013            | |
| 97,6           | Verden                                 | 50       |                                          |                                          | 1956?                                | 1974                        | ca. 1956–62 auf 90,3; zuletzt mit 60 kW |
| 97,6           | Visselhövede                           | 30       | ND                                       | H                                        | 1974                                 | Dezember 2011               | |
| 87,8           | Werl/Soest                             | 0,25     | D                                        | H                                        | vermutlich nach dem 18. Oktober 1970 | 31. Mai 1985                | danach Nutzung der Frequenz für WDR Radio Dortmund im Rahmen des Kabelpilotprojektes Dortmund |
| 101,9          | Wulfen                                 | 7,2      | D                                        | H                                        | 2. August 2010                       | 31. August 2016             | |
| 107,7          | Casteau-SHAPE (B)                      | 0,04     | ND                                       | V                                        |                                      |                             | [ 51 ] |
| 90,2           | Brunssum (NL)                          | 0,03     | D                                        | V                                        |                                      |                             | Versorgt neben die Allied Joint Force Command Brunssum auch den NATO-Flugplatz Geilenkirchen |
| 87,7           | Maastricht (NL)                        | 0,1      | D                                        | V                                        |                                      |                             | |

Am 2. August 2010 gab der BFBS die leistungsstarke und weit reichende Langenberger UKW-Frequenz 96,5 MHz ab, welche seither von Deutschlandradio Kultur im Rahmen eines Frequenztausches in Nordrhein-Westfalen genutzt wird. Am selben Tag wurde auch die Bonner Frequenz 97,8 MHz abgeschaltet. Seit diesem Zeitpunkt wird das BFBS-Radio-1-Programm im westlichen und zentralen Nordrhein-Westfalen über eine Reihe von Niedrigleistungssendern, (92,5 MHz (Dülmen), 104,0 MHz (Niederkrüchten), 101,9 MHz (Wulfen), 91,3 MHz (Rheindahlen Mönchengladbach) und 105,1 MHz (Rheinberg)) verbreitet. Im Kabelnetz von Unitymedia bleibt er in Nordrhein-Westfalen eingespeist.
Am 16. Dezember 2011 trat man dann eine weitere und leistungsstarke Frequenz – die 97,6 MHz in Visselhövede – an den NDR ab, welcher seitdem sein Jugendprogramm N-Joy auf dieser verbreitet. In dieser Gegend war BFBS Radio 1 über Kleinstsender auf 100,1 MHz (Bad Fallingbostel) und 106,7 (Bergen-Hohne) bis November 2015 bzw. 18. Februar 2016 zu empfangen.
Zum 1. Januar 2016 trat BFBS auch seine zuletzt mit 40 kW betriebene Frequenz 93,0 MHz vom Sender Drachenberg an N-Joy ab. Nach Abschaltung der Frequenzen in Bad Fallingbostel im November 2015 wurden am 18. Februar 2016 die restlichen Frequenzen in Celle und Bergen-Hohne ebenfalls abgeschaltet.
Am 26. April 2020 wurde auch der letzte leistungsstarke und weit reichende Sender auf 103,0 MHz (Hünenburg bei Bielefeld) abgeschaltet. Die letzten verbliebenen Sender sind nun 96,6 MHz (Porta Westfalica), 101,6 MHz (Herford), 105,0 MHz (Paderborn-Sennelager) und 91,7 MHz (Gütersloh-Friedrichsdorf).
Durch die bereits vollzogenen und noch anstehenden Frequenzänderungen verringert sich die technische Reichweite des BFBS in vielen Regionen erheblich.

#### BFBS Radio 2
BFBS Radio 2, das seit Frühjahr 1990 nur in Städten mit Truppenstationierungen gesendet wird, übernimmt viele Sport- und Informationssendungen der BBC und spielt eher „ältere“ Musik wie etwa Rock und Popmusik der 1980er-Jahre. Radio 2 verfügt deshalb nicht über reichweitenstarke Grundnetzsender, sondern lediglich über schwächere Stadtsender. Die Versorgung wird damit nur im unmittelbaren Zielgebiet sichergestellt und erreicht im Gegensatz zu Radio 1 nicht große Gebiete. Die ursprüngliche Planung sah zwar eine annähernd gleiche großflächige Versorgung wie beim ersten Programm vor (z. B. 107.5 Bielefeld, 70 kW), jedoch konnte das Vorhaben durch die Einführung von Privatradio und den entstandenen Frequenzmangel nicht mehr umgesetzt werden.
In der folgenden Liste sind die im März 2023 verbliebenen Sender fett gedruckt.
| Frequenz (MHz) | Sender                                | ERP (kW) | Antennendiagramm rund (ND)/gerichtet (D) | Polarisation horizontal (H)/vertikal (V) | Betrieb                                               | Bemerkungen |
| -------------- | ------------------------------------- | -------- | ---------------------------------------- | ---------------------------------------- | ----------------------------------------------------- | --- |
| 95,2           | Bad Fallingbostel                     | 0,05     | ND                                       | V                                        | bis November 2015                                     | |
| 104,7          | Bergen-Hohne                          | 0,16     | ND                                       | V                                        | bis 18. Februar 2016                                  | |
| 101,6          | Bielefeld/Catterick Barracks          | 0,3      | ND                                       | H                                        | Betrieb eingestellt zwischen 11. und 13. Februar 2020 | Rückgabe der Kaserne am 20. Februar 2020 Auf der Frequenz 101,6 wird seit 18. März 2020 BFBS Radio 1 aus Herford gesendet. |
| 95,4           | Celle/Hohe Wende                      | 0,2      | D                                        | H                                        | 9. September 2003 bis 18. Februar 2016                | |
| 91,7           | Gütersloh/Mensergh Barracks           | 0,28     | D                                        | H                                        | 10. September 2010 bis Ende 2019/Anfang 2020          | |
| 106,8          | Hameln-Holtensen                      | 0,02     | D                                        | H                                        | ?                                                     | |
| 88,4           | Kiel-Holtenau                         | 0,04     | D                                        | H                                        | bis Oktober 2016                                      | zeitweise BFBS Radio 1 |
| 105,0          | Lippstadt                             | 0,3      |                                          |                                          | bis 19. April 2020                                    | Die Frequenz 105,0 MHz wird seit 20. April 2020 für BFBS Radio 1 vom Standort Paderborn-Sennelager genutzt.                |
| 89,6           | Minden (Jakobsberg)                   | 0,1      | D                                        | H                                        | seit 8. September 2020                                | auf der BFBS-Internetseite wird der Sender Porta Westfalica genannt                                                        |
| 102,2          | Münster                               | 0,3      | ND                                       | H                                        | bis Oktober 2013                                      | |
| 91,3           | Niederkrüchten-Elmpt/Javelin Barracks | 0,09     | D                                        | H                                        | 30. Oktober 2013 bis November 2015                    | |
| 106,3          | Osnabrück-Dodesheide                  | 0,1      |                                          |                                          | bis 27. Februar 2009                                  | bis 31. Dezember 1992 auf 104,8 MHz                                                                                        |
| 91,2           | Paderborn-Sennelager                  | 0,1      | D                                        | H                                        | seit 20. April 2020                                   | |
| 104,3          | Rheindahlen                           | 0,3      |                                          |                                          | bis 30. Oktober 2013                                  | |

### Zukunft des Senders
Aufgrund geplanter Truppenabzüge und notwendiger Sparmaßnahmen steht das Sendernetz in Deutschland vor einer Umstrukturierung hin zu einer vermehrten Nutzung von leistungsschwachen Lokalsendern (siehe Frequenztabelle).
Im Oktober 2010 kündigte der britische Premierminister David Cameron im britischen Unterhaus an, dass die rund 20.000 britischen Soldaten bereits bis 2020, statt wie ursprünglich geplant bis 2035, vollständig aus Deutschland abgezogen werden sollen. Im Jahr 2018 wurde entschieden, dass einige hundert Soldaten bis auf weiteres in Deutschland bleiben, siehe hierzu Britische Streitkräfte in Deutschland#Heutige Präsenz. Somit wird auch BFBS in Deutschland weiterhin zu empfangen sein.

### Fernsehprogramm
Das Fernsehzentrum wurde 1978 von Celle nach Werl, 1980 weiter nach Rheindahlen verlegt. Das Fernsehprogramm von BFBS (BFBS 1 und BFBS 2) verfügte ebenfalls nur über Sender mit kleinerer Sendeleistung. Zum Empfang war aus technischen Gründen in vor allem älteren Fernsehern ein spezieller Tonadapter zum Empfang der britischen Fernsehnorm I notwendig. Die Abschaltung der letzten analogen TV-Sender in Deutschland erfolgte im Januar/Februar 2008. BFBS 1 verstand sich als Familiensender mit einem entsprechend breiten Angebot. Von 1985 bis 1997 wurde es unter dem Namen SSVC Television ausgestrahlt. Im Gegensatz dazu war BFBS 2 ein reiner Unterhaltungskanal, ausgelegt auf die Bedürfnisse von Singles und Soldaten in Einsatzgebieten. Das Programm von BFBS 2 wurde als Block in einer Länge von sechs Stunden viermal täglich wiederholt. Im Zuge des Projektes DTH (Direct-To-Home) erfolgte eine Umstellung auf digitale verschlüsselte Ausstrahlung von sechs Fernsehsendern. Neben BFBS 1 und BFBS 2 wurden seitdem auch Sky News, Sky Sports 1, Sky Sports 2 und der Musikkanal The Hits ausgestrahlt.

### Satellitenempfang
In Deutschland sind alle BFBS-Radiostationen und TV-Sender zusätzlich über Eutelsat 10A auf 10,0° Ost zu empfangen. Auch BFBS the Forces Station Germany ist da frei empfangbar. Dabei sind alle TV-Sender und BFBS Radio 2 mit Irdeto 2 verschlüsselt.

Zusätzlich werden BFBS-Programme über folgende Satelliten ausgestrahlt:
- NSS-806 auf 40,5° West
- Astra2 auf 28,5° Ost

## Vergleich zu anderen Sendern für Soldaten im Auslandseinsatz
Im Gegensatz zu AFN oder auch dem Bundeswehr-Programm Radio Andernach war und ist BFBS kein Teil der britischen Streitkräfte. Die Mitarbeiter sind keine Soldaten, sondern Angestellte des Betreibers SSVC, auch bereits zu Zeiten der Zuordnung des BFBS zum britischen Verteidigungsministerium.